# همه به نام تو
«همه به نام تو» (انگلیسی: All in Your Name) آهنگی است که توسط بری گیب و مایکل جکسون نوشته و اجرا شده است. این آهنگ در سال ۲۰۰۲ ضبط شد و در ۲۵ ژوئن ۲۰۱۱،  دومین سالگرد مرگ جکسون در سال ۲۰۰۹ منتشر شد.